# Kyromyrma neffi
Kyromyrma neffi är en myrart som beskrevs av David Grimaldi och Agosti 2000. Kyromyrma neffi ingår i släktet Kyromyrma och familjen myror. Inga underarter finns listade i Catalogue of Life.